# Беатриче д’Эсте
Беатриче д’Эсте (итал. Beatrice d’Este, 29 июня 1475, Феррара, герцогство Феррара — 3 января 1497, Милан) — дочь Эрколе I д'Эсте, герцога Модены, Феррары и Реджо-нель-Эмилия. Сестра Изабеллы д’Эсте и Альфонсо I д’Эсте. Жена герцога Милана Лодовико Сфорца, имевшая при дворе мужа, несмотря на свою молодость, большое влияние. До восьми лет Беатриче жила при дворе деда, короля Неаполя, Фердинанда I, где находилась на попечении герцогини Калабрийской Ипполиты Марии. В возрасте десяти лет она вернулась к родителям в Феррару. В 1491 году была выдана замуж за Лодовико Сфорца, бывшего в то время герцогом Бари и фактическим правителем Милана при своём племяннике Джан Галеаццо Сфорца. Беатриче родила двоих сыновей и умерла при третьих родах в возрасте 21 года.

## Биография

### Детство
Беатриче была вторым ребёнком герцога Модены, Феррары и Реджо-нель-Эмилия Эрколе I д’Эсте и его жены, Элеоноры Арагонской. Девочку назвали в честь двух её тёток — единокровной сестры отца, Беатриче д’Эсте, и родной сестры матери — Беатриче Арагонской. Так как у супругов первый ребёнок был также девочкой, они, ожидавшие появления на свет мальчика и наследника, были, по сообщению современного хрониста, разочарованы, рождение дочери не принесло им «никакой радости».
Летом 1477 года Элеонора вместе с двумя своими дочерьми прибыла в Неаполь к отцу. Визит был приурочен к свадьбе короля Фердинанда и Хуаны Арагонской; герцогиню сопровождал Никколо да Корреджио (зять Эрколе). Через Пизу и далее по морю они прибыли в Неаполь 1 июня 1477 года. 19 сентября Элеонора родила сына Ферранте, а уже в ноябре ей пришлось вернуться в Феррару, так как Эрколе был назначен генерал-капитаном армии Флоренции. Она решила взять с собой свою старшую дочь Изабеллу, оставив новорождённого и Беатриче в Неаполе на попечение их деда, который очень привязался к Беатриче.
Беатриче прожила в Неаполе восемь лет, её воспитанием занимались няня по имени Серена и Ипполита Мария Сфорца, герцогиня Калабрийская, жена старшего сына Фердинанда I. Детство её прошло в герцогской резиденции Кастель Капуано и королевском замке Кастель Нуово. Вместе с ней росли младший брат и три кузена — Фердинанд, Педро и Изабелла. Король Фердинанд любил её так же, как и свою дочь от второго брака, Джованну. Так, посол Эсте писал в 1479 году её матери Элеоноре, что король вернёт ей сына, теперь, когда он подрос, но не Беатриче, потому что «его величество хочет выдать её замуж и оставить при себе». Как отмечает биограф Беатриче, Джулия Картрайт, девочка была слишком мала, чтобы понимать происходящее при дворах короля Неаполя и герцога Калабрийского, имевших славу покровителей наук и искусств, но, в то же время, правителей коварных и жестоких. Однако, своеобразная утончённая и драматичная атмосфера должна была оставить отпечаток на личности будущей герцогини Милана.
Беатриче вернулась в Феррару в 1485 году и остальное время до замужества провела в кругу семьи. Династия Эсте также оказывала поддержку деятелям науки и искусства. Меценатство, положенное в основу политики ещё Лионелло д’Эсте (так называемая политика magnificientia — «великолепия»), получило систематический характер и государственное значение при его преемнике Борсо. Политика «великолепия» имела своей целью легитимизацию династии (многие представители которой правили Феррарой, не будучи законнорождёнными наследниками) и её прославление. При этом общее гуманистическое направление меценатства, характерное для Лионелло, при Борсо, не интересовавшемся искусствами, сменилось на придворно-аристократическое, много внимания уделялось репрезентативной пышности, дорогостоящим забавам (особенно были прославлены охоты Борсо и Эрколе) и великолепным празднествам, для которых творили лучшие музыканты, литераторы и художники своего времени.
Воспитание и обучение Изабеллы, Беатриче и их единокровной сестры Лукреции проходили под руководством герцогини Элеоноры. Судя по эпистолярным источникам, у девушек было не так много свободного времени. Классическое образование они получали под руководством философа-гуманиста Баттисты Гуарини, сына Гуарино да Вероны, — он преподавал им латынь (изучались произведения Цицерона и Вергилия) и античную историю. Женская половина герцогской семьи увлекалась сочинениями поэтов в лёгких жанрах на lingua vulgare — народном итальянском языке. Девушкам знатного происхождения полагалось знать французский язык, однако известно, что Изабелла впоследствии не могла бегло говорить на нём, а Беатриче пользовалась при необходимости услугами переводчиков. Однако им были знакомы провансальская литература и испанские романы в переводе. Музыка, пение и танцы преподавались им с раннего детства, любовь к музыке Беатриче сохранила на всю жизнь.

### Свадьба

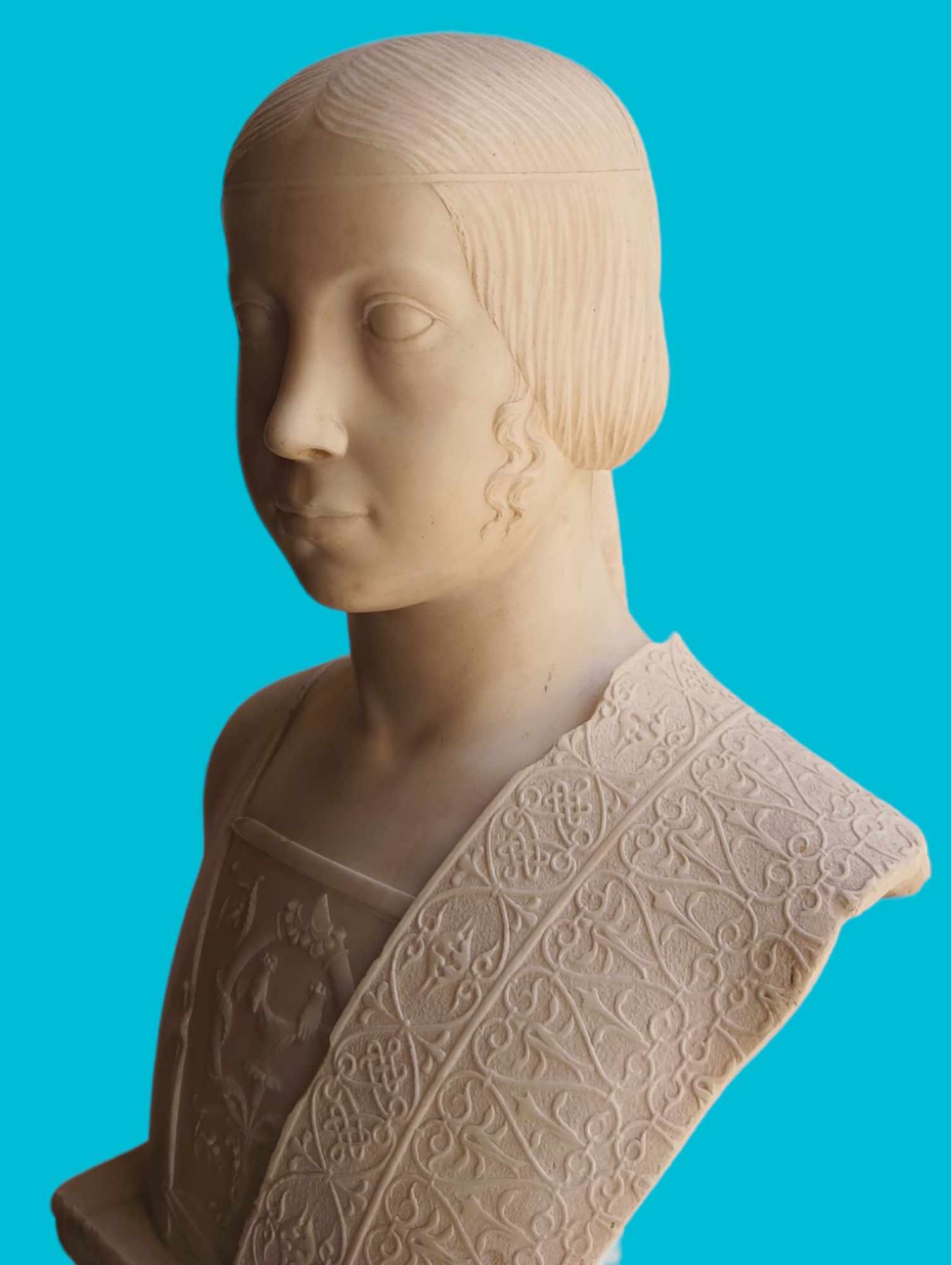
Кристофоро Романо. Портрет Беатриче д’Эсте. Ок. 1490. Единственное сохранившееся изображение Беатриче до замужества

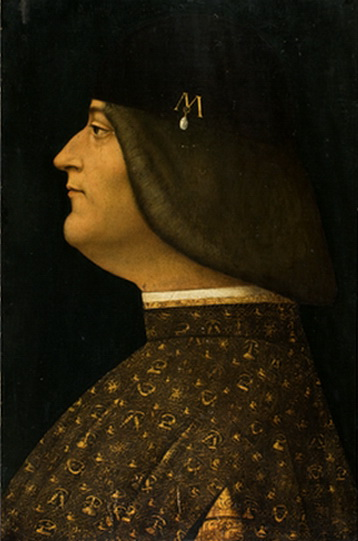
Джованни Больтрафио. Портрет Лодовико Сфорца

Дома Эсте и Сфорца всегда находились в дружеских отношениях, и в 1480 году, чтобы укрепить союз, Лодовико Сфорца через своего посла, Габриеле Тассино, просил у Эрколе д’Эсте руки его старшей дочери Изабеллы. Однако она уже была обещана Франческо Гонзага, поэтому невестой Лодовико стала Беатриче. Об этом её отец сообщал в письме Федерико Гонзага от 23 апреля, прося всё держать в секрете. Пять лет спустя, когда Беатриче вернулась к родителям в Феррару, было официально объявлено о помолвке. Зимой 1485 года Лодовико получил портрет своей невесты (не сохранился), выполненный Козимо Тура. Брачный контракт был заключён 10 мая 1490 года в феррарской резиденции Эсте. Жениху было обещано приданое в размере 40 000 золотых крон и драгоценностей стоимостью ещё 2000 крон как долю Беатриче.
Церемонию планировалось провести в июле 1490 года в виде двойной свадьбы: Беатриче и Лодовико и Изабеллы и Франческо. Но герцог Бари неоднократно откладывал бракосочетание, ссылаясь на политические и экономические сложности, что вызвало серьёзное недовольство герцога и герцогини. Истинной причиной нерешительности Лодовико была его привязанность к любовнице, Чечилии Галлерани, одно время он думал жениться на ней, но политические соображения перевесили личные.
Беатриче выехала к жениху 29 декабря 1490 года, её сопровождали мать, дядя, Сиджисмондо д’Эсте, брат Альфонсо. После трудной дороги (в тот год в Италии выдалась суровая зима) они были встречены Лодовико в Павии. В январе 1491 года, двойная свадьба представителей домов Сфорца и Эсте всё-таки состоялась: Лодовико женился на Беатриче, а её брат Альфонсо — на Анне Сфорца, сестре Джана Галеаццо Сфорца. Венчание Лодовико Сфорца и Беатриче д’Эсте состоялось 17 января 1491 года в часовне павийской резиденции Висконти в достаточно тесном, почти семейном кругу, из иностранных посланников на свадьбе присутствовал только посол Феррары. Основные торжества должны были состояться в Милане, на них приглашались правители союзных государств — Монферрато, Мантуи, Болоньи. Подготовка к празднованию в Милане заняла все лето и осень 1490 года. К работе, по сообщению хрониста, были привлечены такие художники, как Бернардино де Росси, Бернардо Дзенале и Буттиноне ди Тревильо, Тресо ди Монца и «Маэстро Леонардо», то есть Леонардо да Винчи. На следующий день Лодовико Сфорца оставив жену, отправился в Милан, чтобы сделать последние приготовления. Беатриче и все, кто её сопровождал, выехали в Милан 21 января, и были встречены там Лодовико и Боной Савойской с дочерьми. Бона, мать правителя Миланского герцогства, Джан Галеаццо Сфорца, уступив уговорам французского короля на время помирилась с Лодовико. Залогом этого мира должен был стать брак брата Беатриче Альфонсо с её дочерью Анной, которые были обвенчаны 23 января в замковой часовне, однако заключительная брачная церемония была отложена на месяц, к тому времени, когда жених и невеста прибудут в Феррару. Маскарад и рыцарский турнир, длившиеся неделю, стали венцом свадебных торжеств в Милане.

### Герцогиня Бари
Детство и ранняя юность Беатриче прошли под надзором благочестивой матери, и она всегда была в тени своей красивой и блестяще образованной старшей сестры. После замужества, в пятнадцать лет, она заняла положение жены самого энергичного и могущественного принца Италии. Она не имела более ограничений, которые налагала на неё прежняя жизнь, и обрела абсолютную свободу. Миланский двор был одним из самых богатых и блестящих итальянских дворов. Здесь работали Леонардо да Винчи и Донато Браманте; поэты, включая Бернардо Беллинчони, прославляли молодую герцогиню в стихах, к её услугам были учёные, читавшие и комментировавшие ей Данте. Как и её отец, Беатриче любила музыку и, отправляясь в поездки всегда брала с собой певчих. Судя по письмам мужа, Беатриче пристрастилась к верховой езде «и всегда либо верхом, либо охотится». В Милане, как и в первое время после свадьбы в Павии, в ближайшем окружении Беатриче были Галеаццо Сансеверино, двоюродный брат её мужа, и его будущая жена, Бьянка Джованна, внебрачная дочь Лодовико. Галеаццо Сансеверино сопровождал молодую герцогиню по поручению её мужа во всех поездках и развлечениях.
Первые месяцы брака прошли счастливо, Лодовико находил характер своей жены, как он сказал феррарскому посланнику Джакомо Тротти: «счастливым от природы и очень приятным». Однако Сфорца не оставил свою возлюбленную Чечилию Галлерани (в то время беременную от него), и тот же Тротти видел герцога, направлявшимся в её покои, всего через месяц после свадьбы. Беатриче вскоре узнала о Галлерани и потребовала от мужа, чтобы тот порвал с любовницей и либо выдал её замуж, либо отправил её в монастырь. Лодовико, чтобы избежать скандала, оставил Чечилию, о чём сообщил в письме Тротти от 27 марта 1491 года. После родов Галлерани согласилась выйти замуж за графа Лодовико Бергамини. Она получила роскошное приданое, а также Палаццо дель Верме на площади Дуомо, над украшением которого работали лучшие художники. Лодовико, вероятно, сдержал слово и более не возобновлял связи с Галлерани, но всегда с уважением относился к её мужу и признавал сына Чезаре своим.
В тот период у Беатриче были также прекрасные отношения с её двоюродной сестрой, герцогиней Миланской, Изабеллой Арагонской. Последняя охотно участвовала во всех придворных развлечениях вместе с Беатриче. Герцогиня Бари, по свидетельствам современников, очень любила сына Изабеллы, и, когда придворные дамы спрашивали её, не хочет ли она собственного ребёнка, та отвечала, что ей «одного ребёнка достаточно».
Первого ребёнка — сына — Беатриче родила 3 января 1493 года в Миланском замке. Мальчика назвали в честь деда Эрколе, однако позже сменили имя на Максимилиана, когда император женился на Бьянке Марии Сфорца и стал его крёстным отцом. В письме Эрколе д’Эсте Джакомо Тротти отмечал, что «Радость синьора Лодовико по поводу рождения его первенца не поддаётся описанию». Рождение принца праздновалось несколько недель и так пышно, как если бы его отец был правящим герцогом.
Ко времени после рождения первенца Лодовико Сфорца миланский хронист относит письмо, которое написала Изабелла Арагонская своему отцу, Альфонсу. Он приводит текст послания, в котором герцогиня Миланская жалуется на отношение к её семье Лодовико, забравшему, по её словам, всю власть и вынуждающего вести их жизнь не государей, а частных лиц, не имея ни друзей, ни денег. Изабелла просит Альфонса помочь ей, или она готова лишить себя жизни. По мнению Картрайт, письмо, скорее всего, недостоверное, однако известно, что Альфонс просил короля Неаполя, деда Изабеллы, помочь внучке. Фердинанд I не решился на открытое противостояние с могущественным герцогом Бари, а избрал путь тайной дипломатии, чтобы подорвать его влияние в Италии и отвратить от него Францию. Со своей стороны Сфорца предпринял шаги, укрепляющие его позиции, — он помирился с папой римским. Александр VI в начале 1493 года предложил Сфорца тройственный договор между Ватиканом, Венецией и Миланом, который должен был обеспечить Италии мир на двадцать пять лет. Милан на переговорах представлял граф Каяццо. В новый союз, провозглашённый в Венеции в день Святого Марка, вступили Феррара и Мантуя. Впервые Беатриче была вовлечена в большую политику. Чтобы подтвердить своё участие в союзе, Лодовико отправил жену с визитом в Венецию, так как его личное присутствие в этом городе могло насторожить Карла VIII и Максимилиана Австрийского, в лояльности которых он был очень заинтересован. Герцогиню, которая везла секретное послание Сфорца (датируемое 10 мая), сопровождали граф Джироламо Туттавилла, Галеаццо Висконти, Анджело Таленти и Пьетро Ландриано — опытные в дипломатических делах советники.
Чтобы поездка имела вид визита с целью приятного времяпровождения, Беатриче отправилась в Венецию вместе с матерью, братом и его женой. Делегация была весьма пышно принята Синьорией и дожем Барбариго, о чём свидетельствуют письма Беатриче, её зятя, маркиза Мантуи, и миланского посла в Венеции Таддео Вимеркати. Дважды Беатриче была официально принята Синьорией и дожем, и, если в послании от 10 мая содержалось лишь поздравление Синьории с созданием лиги и пожелания готовности отразить нападения извне, то последующие события (заключение Санлисского договора и намерение короля Франции развязать войну с Неаполем) внесли коррективы в миссию герцогини. Беатриче в первый визит подчеркнула отличные отношения герцогства Милан с Францией и Германией, информировала о шагах своего мужа, предпринятых для предотвращения французской экспансии. Она также раскрыла содержание депеши миланского посланника Бельджойзо о планах Карла VIII заручиться поддержкой членов лиги в войне против Неаполя. В завершение Беатриче сообщила о продвижении переговоров Максимилиана и Лодовико о пожаловании последнему миланской инвеституры. Она спрашивала от имени мужа совета у Сеньории, что Лодовико должен ответить французскому королю. Беатриче получила уклончивый ответ о том, что необходимо посоветоваться с папой римским как главой Лиги. На второй встрече с дожем, состоявшейся 1 июня, Беатриче, следуя советам мужа, подчеркнула его всемогущество как миланского регента, имеющего в своём распоряжении все сокровища и замки Ломбардии. Судя по тайным отчётам венецианского правительства, дож счёл, что герцогиня хотела выяснить поддержит ли Республика притязания Лодовико на Миланское герцогство. Однако она получила от дожа лишь заверения в дружбе. Несмотря на великолепный приём, оказанный ей дожем и Сеньорией, Беатриче не достигла ощутимых результатов в политическом плане.
Большим политическим успехом Лодовико Сфорца стало заключение брака Максимилиана Австрийского с его племянницей Бьянкой Марией. В связи с этим последовало примирение Лодовико с Боной Савойской. На праздновании бракосочетания, начавшемся в декабре 1493 года, присутствовала вся семья во главе с Лодовико и его супругой, прервавшими ради этого свой траур по матери Беатриче, Элеоноре Арагонской. Этот союз встревожил Альфонсо Калабрийского: Милан был обещан Максимилианом Лодовико, в ущерб правам Джана Галеаццо и его супруги, дочери Альфонсо. Однако король Фердинанд предпочитал не вмешиваться во внутренние дела Милана даже ради своей внучки, а защищать свои земли и дипломатическими уловками вредить союзу Лодовико и французского короля.
Со смертью короля Фердинанда отношения Милана с Неаполитанским королевством ухудшились. Новый король, Альфонсо, давний враг Лодовико Сфорца, сумел привлечь на свою сторону папу римского. Это обстоятельство толкнуло Лодовико к союзу с Францией, и он не оставлял надежды на войну Карла VIII с Неаполитанским королевством.
28 января 1494 года в Виджевано Лодовико составил акт дарения в пользу своей жены. Герцогиня получила земли в Кузаго, Сфорцеско, Новаре и Павии. Этот документ, подписанный Лодовико и богато иллюстрированный неизвестным художником ломбардской школы, хранится в Британском музее. Акт украшают миниатюрные портреты Лодовико и Беатриче, заключённые в медальоны, вставленные в богато орнаментированный фриз с геральдическими знаками Сфорца.
11 сентября 1494 года Беатриче принимала короля Франции Карла VIII в замке Аннона, который находился в окрестностях Асти. За два дня до этого в Асти короля, перешедшего Альпы со своим войском, встречали её муж и отец — в то время союзники Франции в Первой итальянской войне. Герцогиня прибыла на встречу в Аннону со своими певцами и музыкантами и в сопровождении восьмидесяти дам. Приём был самый пышный, на короля произвели глубокое впечатление красота и манеры молодой герцогини, с которой он оживлённо беседовал (через переводчика) и даже просил её станцевать «на французский манер». Король заказал для своей сестры Анны портрет Беатриче, его выполнил художник Жан Перреаль.

### Герцогиня Милана

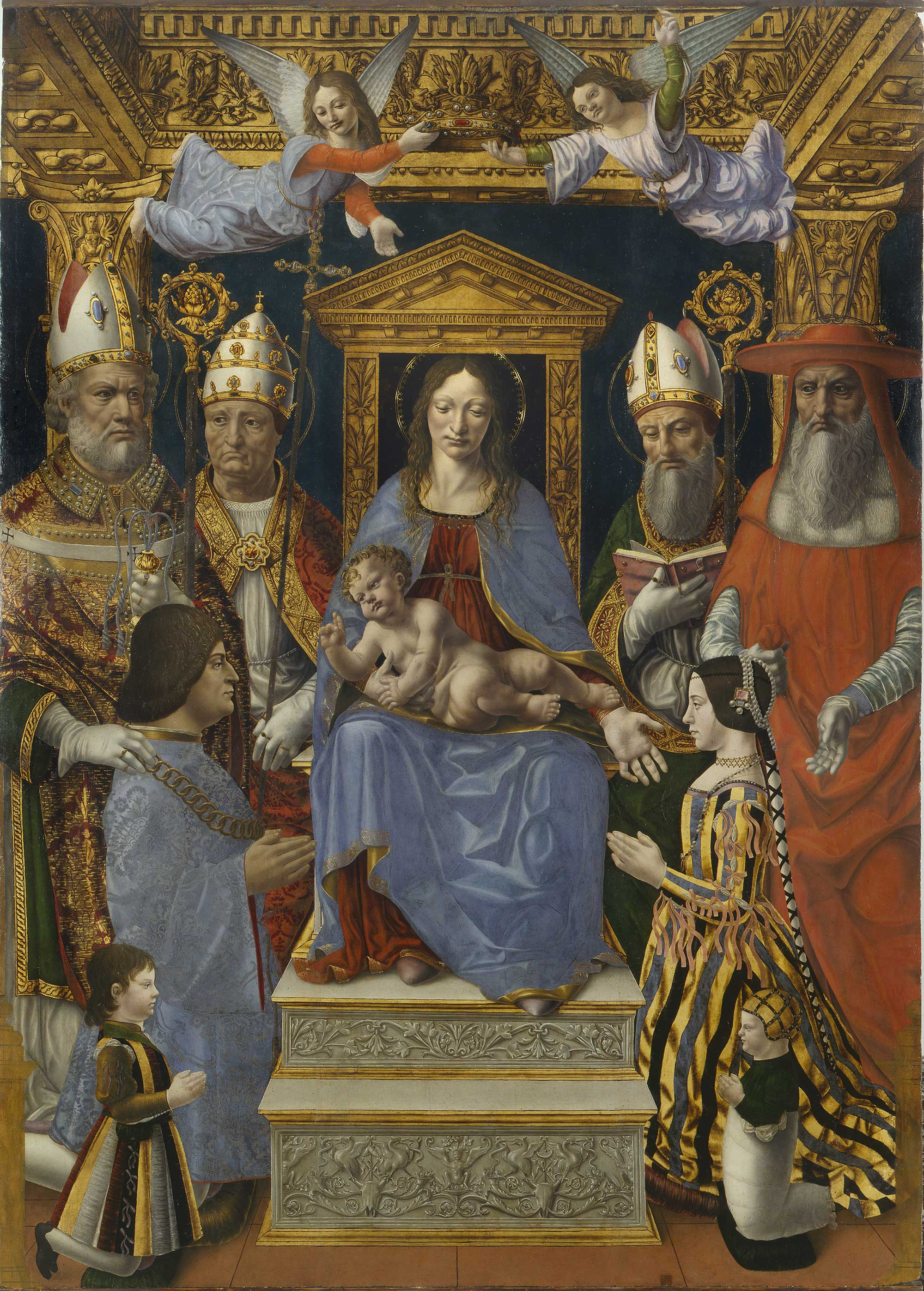
Алтарь Сфорца. Неизвестный художник

21 октября 1494 года в Павии скончался герцог Милана Джан Галеаццо. Так как сын Джан Галеаццо, Франческо, был малолетним, то следующим герцогом Милана стал Лодовико, заручившийся поддержкой миланского нобилитета и фактически бывший правителем герцогства и при жизни своего племянника. 22 октября в Роккетте Лодовико объявил, что он избран народом и готов «взять на себя тяготы правления». 4 февраля 1495 года Беатриче родила второго сына, Франческо Сфорца. Рождение этого ребёнка также было широко отпраздновано. В Милан приехала Изабелла д’Эсте, ставшая крёстной матерью второго сына Беатриче. Это было последнее свидание сестёр. Празднества были омрачены вестью о том, что 22 февраля Карл VIII вошёл в Неаполь, а двоюродный брат Изабеллы и Беатриче, король Фердинанд, бежал.
Лодовико понимал, что опасность со стороны Франции грозит также и его владениям. Открыто против французов он не выступил, но, одновременно с поздравлениями по случаю взятия Неаполя, направленными Коммину, который был французским послом в Венеции, подготовил новый союз. Епископ Комо и Франческо Бернардино Висконти приехали в Венецию, чтобы провести переговоры о создании Священной лиги, объединившей Синьорию, римского папу, императора, а также Испанию. Новосозданная Лига, во главе которой встал Лодовико Моро, явилась неожиданностью для французов. В середине мая в Милан прибыли имперские посланники с привилегиями для герцога Милана, они были приняты Лодовико и Беатриче в Кастелло. 26 мая состоялась торжественная церемония в соборе Дуомо. После богослужения Лодовико Сфорца от имени императора Священной Римской империи был провозглашён герцогом Миланским, графом Павии и Анжеры. Через два дня в Кастелло представители горожан присягнули на верность герцогу Лодовико и герцогине Беатриче, которая, в случае смерти мужа, должна была стать регентом государства и принять опеку над своими сыновьями.
Однако вскоре пришло известие, что Людовик Орлеанский, блокированный в Асти, получил подкрепление и, в свою очередь, двинулся в Новару. Город был сдан без сопротивления, так как горожане, недовольные налоговой политикой герцога Миланского, открыли ворота. Весть о сдаче Новары настигла Лодовико в Виджевано. В панике (противник находился в двадцати милях) он с семьёй покинул летнюю резиденцию и направился сначала в Аббиатеграссо, за Тичино, а затем в Милан, где укрылся в Кастелло. Судя по сообщениям венецианского летописца Малипьеро, в этот период герцог испытывал проблемы со здоровьем и утратил присутствие духа. В критический момент Беатриче проявила себя с лучшей стороны, она призвала миланскую аристократию к защите города и приняла срочные меры для организации обороны.. Помощь пришла со стороны Венеции — 22 июня в Милан прибыл Бернардо Контарини во главе нескольких тысяч греческих наёмников, а французы удерживались войсками Галеаццо Сансеверино в Новаре.
Осада Новары продолжалась и после битвы у Форново. Герцог Миланский в начале августа посетил лагерь осаждающих. По сообщению Гвиччардини, с ним была и его жена, которая, «как говорят, главным образом своим словом привела капитанов к соглашению». На военном совете, по рекомендации Лодовико, было решено не штурмовать город, а продолжать его осаду. Герцог и герцогиня присутствовали на большом смотре всей армии, который прошёл 5 августа.
В конце 1495 года художником ломбардской школы был написан Алтарь Сфорца, где Лодовико предстаёт со всей семьёй уже в статусе герцога Милана. Алтарь был создан для церкви Сан Амброджо в Немо. В центре картины восседает Мадонна с младенцем, подле неё, по обе стороны от трона, стоят четыре Отца Церкви: Амвросий, Августин, Иероним и Григорий. На переднем плане преклонили колени герцог и герцогиня с двумя сыновьями. Младенец Христос повернулся к Лодовико. Святой Амвросий — покровитель Милана — положил руку на плечо герцога. Мадонна же протягивает руку Беатриче, рядом с которой стоит Франческо Сфорца, а напротив, преклонив колени рядом с отцом, — его старший брат, юный граф Павии. Это подлинные портреты Лодовико Сфорца и Беатриче. Как отмечает Картрайт, в чертах её лица запечатлено то же «юношеское очарование», которое отличает её портретный бюст работы Кристофоро Романо и надгробие Солари в Чертозе.
Осенью 1496 года у герцога появилась новая фаворитка — придворная дама его жены, Лукреция Кривелли. По сообщению хроникёра Феррары Муральти, измена Лодовико причиняла боль Беатриче, не перестававшей любить мужа. В конце ноября этого года умерла внебрачная дочь Лодовико — Бьянка, жена Галеаццо Сансеверино. Оба супруга и Лодовико, и Беатриче тяжело переживали эту утрату.

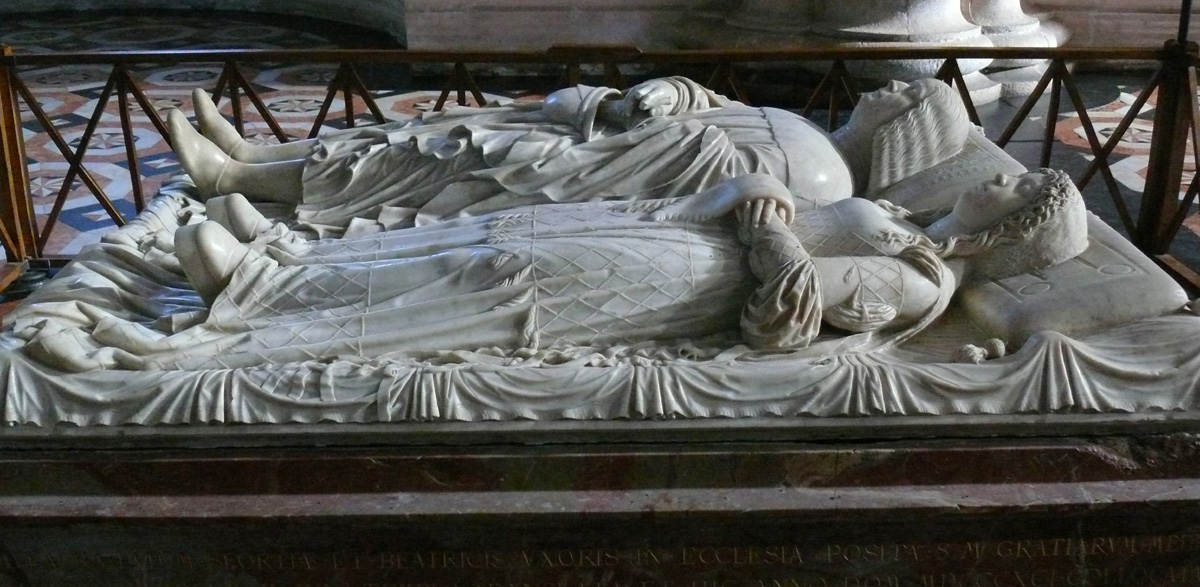
Кенотаф Лодовико Сфорца и надгробие Беатриче д’Эсте. Кристофоро Солари. Чертоза

В понедельник, 2 января 1497 года, герцогиня Беатриче посетила церковь Санта-Мария-делле-Грацие в доминиканском монастыре и молилась у могилы Бьянки Сфорца. Когда Беатриче вернулась в замок, в её покоях начались танцы, которые продолжались до восьми часов вечера, когда она почувствовала себя плохо. Через несколько часов Беатриче родила мёртвого сына и умерла сразу после полуночи. Могила Беатриче находится в Чертозе. В августе 1497 года Марино Санудо свидетельствовал, что после смерти жены Лодовико переменился: «Он очень религиозен, ежедневно читает молитвы, соблюдает посты и живёт целомудренно и благочестиво. Его комнаты по-прежнему завешаны чёрным, он все время ест стоя и носит длинный чёрный плащ. Он каждый день ходит в церковь, где похоронена его жена, …, и большую часть своего времени проводит с монахами монастыря». По словам историка-доминиканца падре Ровеньятино, в течение года после смерти Беатриче герцог бывал в монастыре два раза в неделю — во вторник, день недели, в который умерла герцогиня он неизменно постился, а в субботу обедал с приором Чертозы.